# Anna Odine Strøm
Anna Odine Strøm, född den 17 april 1998, är en norsk backhoppare. Hon ingick i det norska lag som vann brons i lagtävlingen för damer vid Världsmästerskapen i nordisk skidsport 2019.
I juni 2023 var Strøm en del av Norges lag tillsammans med Robert Johansson, Eirin Maria Kvandal och Marius Lindvik som tog silver i den mixade lagtävlingen i normalbacke.

### Fotnoter
1. ↑  ”Stroem Anna Odine - Biographie”. data.fis-ski.com. FIS. https://www.fis-ski.com/DB/general/athlete-biography.html?sector=JP&competitorid=180411. Läst 26 februari 2019.
2. ↑  Ladies Normal Hill Team. FIS NORDIC WORLD SKI CHAMPIONSHIPS 2019. Läst 26 februari 2019.
3. ↑  ”Hopp: Norsk lagsølv i europalekene” (på norska). abcnyheter.no. 29 juni 2023. https://www.abcnyheter.no/nyheter/sport/2023/06/29/195932225/hopp-norsk-lagsolv-i-europalekene. Läst 31 december 2023.